# Wilgenroosje
Het (knikkend) wilgenroosje (Chamerion angustifolium (L.) Holub, synoniem: Chamaenerion angustifolium (L.) Scop., basioniem: Epilobium angustifolium L.) is een overblijvende, kruidachtige plant uit de teunisbloemfamilie (Onagraceae). De Nederlandse naam wilgenroosje is afgeleid van de gelijkenis van de bladeren met die van wilgen. De soortaanduiding angustifolium betekent smalbladig.

## Beschrijving
De 0,6-1,5 m hoge stengels zijn rechtopstaand, dicht bebladerd en niet vertakt. De 4-16 cm lange, meestal rechtopstaande bladeren zijn langwerpig en aan de onderzijde blauw-groen. De plant vormt vertakte wortelstokken, waaruit nieuwe planten kunnen ontstaan.
De bloemen zijn als een grote aar langs de stengel gerangschikt. De 2-3,5 cm grote bloemen zijn tweezijdig symmetrisch, maar niet puntsymmetrisch. De vier kroonbladen staan in twee paren: een bovenste paar en een onderste paar. De bovenste kroonbladen zijn iets groter dan de twee onderste, waardoor de kroonbladen iets weg hebben van de vleugels van een vlinder. De kelkbladen zijn rood tot donkerpaars gekleurd. Het smalle, onderste kelkblad steekt opvallend tussen de twee onderste kroonbladen naar beneden. De bloemen lijken op steeltjes te staan. Deze steeltjes vormen echter het vruchtbeginsel.
De bloeiperiode loopt van juni tot in augustus.

### Ondersoorten
- Chamerion angustifolium subsp. angustifolium
- Chamerion angustifolium subsp. circumvagum (Mosquin) Hoch (basioniem: Epilobium angustifolium subsp. circumvagum Mosquin)

## Voorkomen
De pluisvormige zaden van het wilgenroosje hebben harige parachuutjes en worden gemakkelijk door de wind verspreid. De plant verspreidt zich door de grote zaadproductie gemakkelijk op ruderale, iets zandige, maar voedselrijke terreinen in bossen en bij heide. Na een bosbrand is het een van de eerste planten die opkomt, wat aanleiding was tot de Engelse naam fireweed. De soort komt in bijna heel Europa en Azië voor, van Spanje tot op IJsland. Alleen in Portugal ontbreekt de soort. Daarnaast komt ze voor op Groenland en in het noordwesten van Noord-Amerika.

## Ecologischeaspecten
De plant is waardplant voor muggen van het geslacht Rhabdophaga, galmuggen (Cecidomyiidae) en voor de vlinder groot avondrood (Deilephila elpenor).

## Plantensociologie
Het wilgenroosje is een kensoort van de wilgenroosje-associatie (Senecioni sylvatici-Epilobietum angustifolii).

## Toepassingen
Jonge bladen en jonge scheuten kunnen als groente of in soep gebruikt worden. De scheuten worden dan klaargemaakt zoals asperges. Gedroogd blad kan voor het trekken van thee worden gebruikt.

## Symboolplant
De soort is de officiële plant van het gebied Yukon in Canada en van de Noorse provincie Hedmark.

## Afbeeldingen

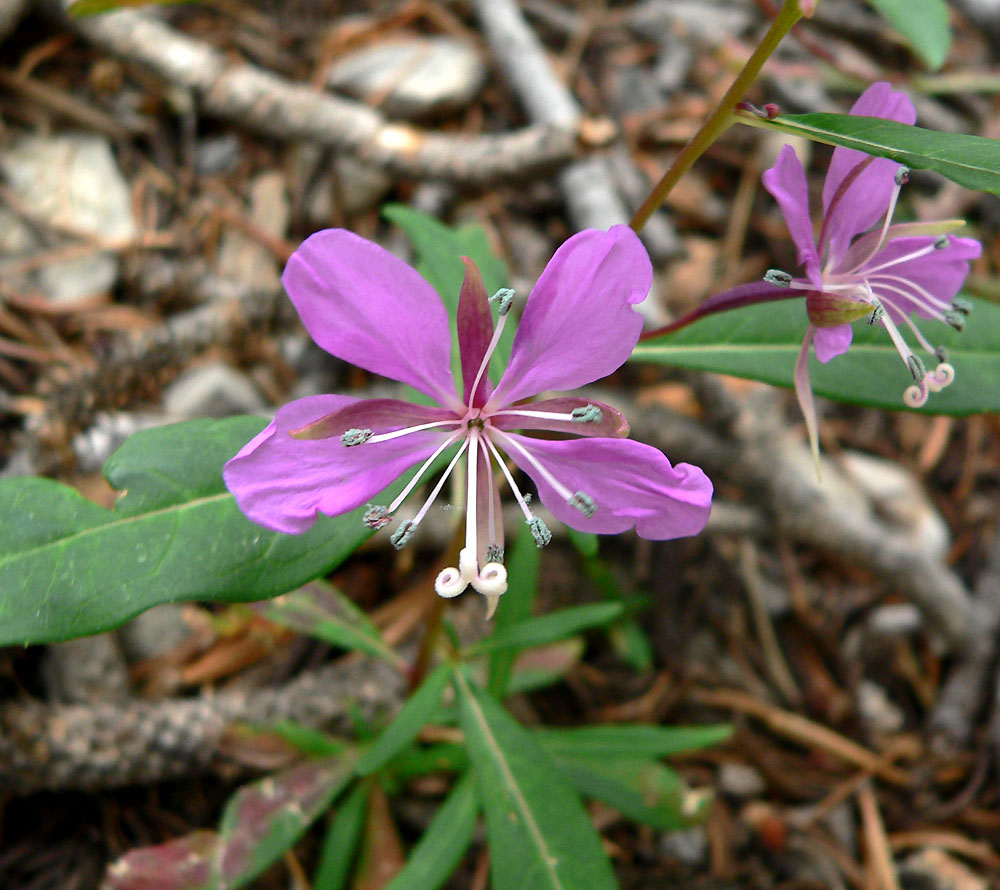
Chamerion angustifolium subsp. circumvagum
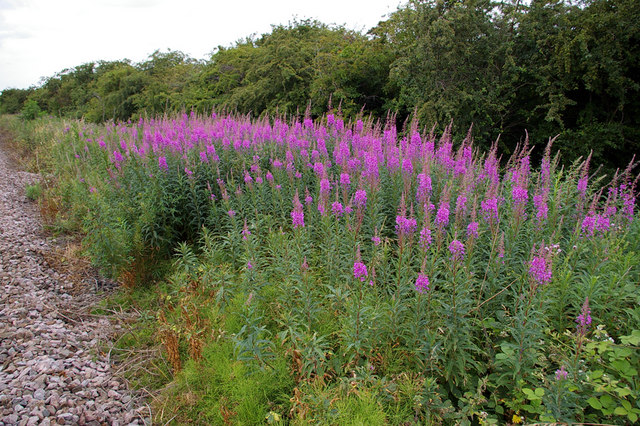
Knikkend wilgenroosje op een open plek
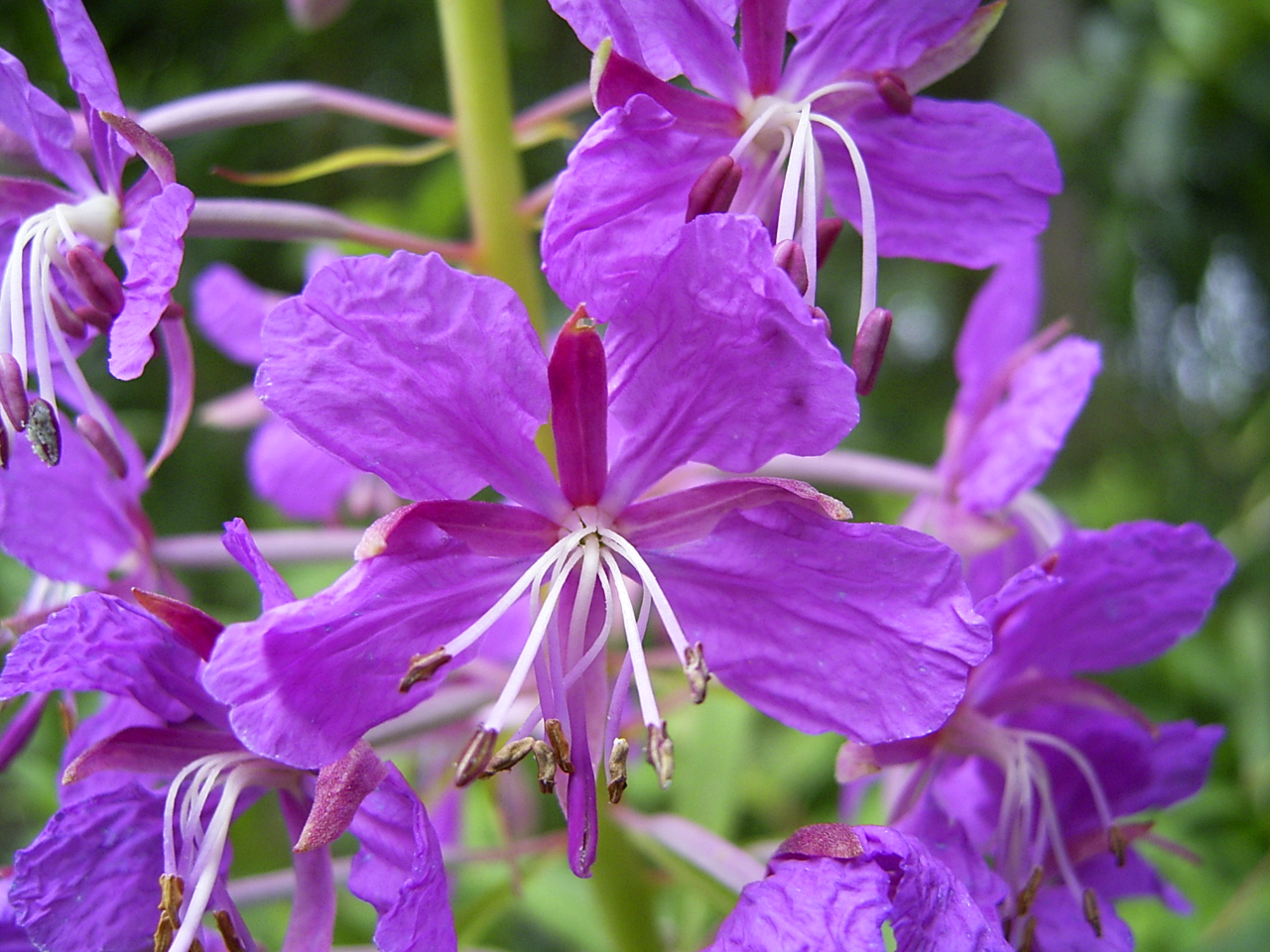
Bloemen in een aar
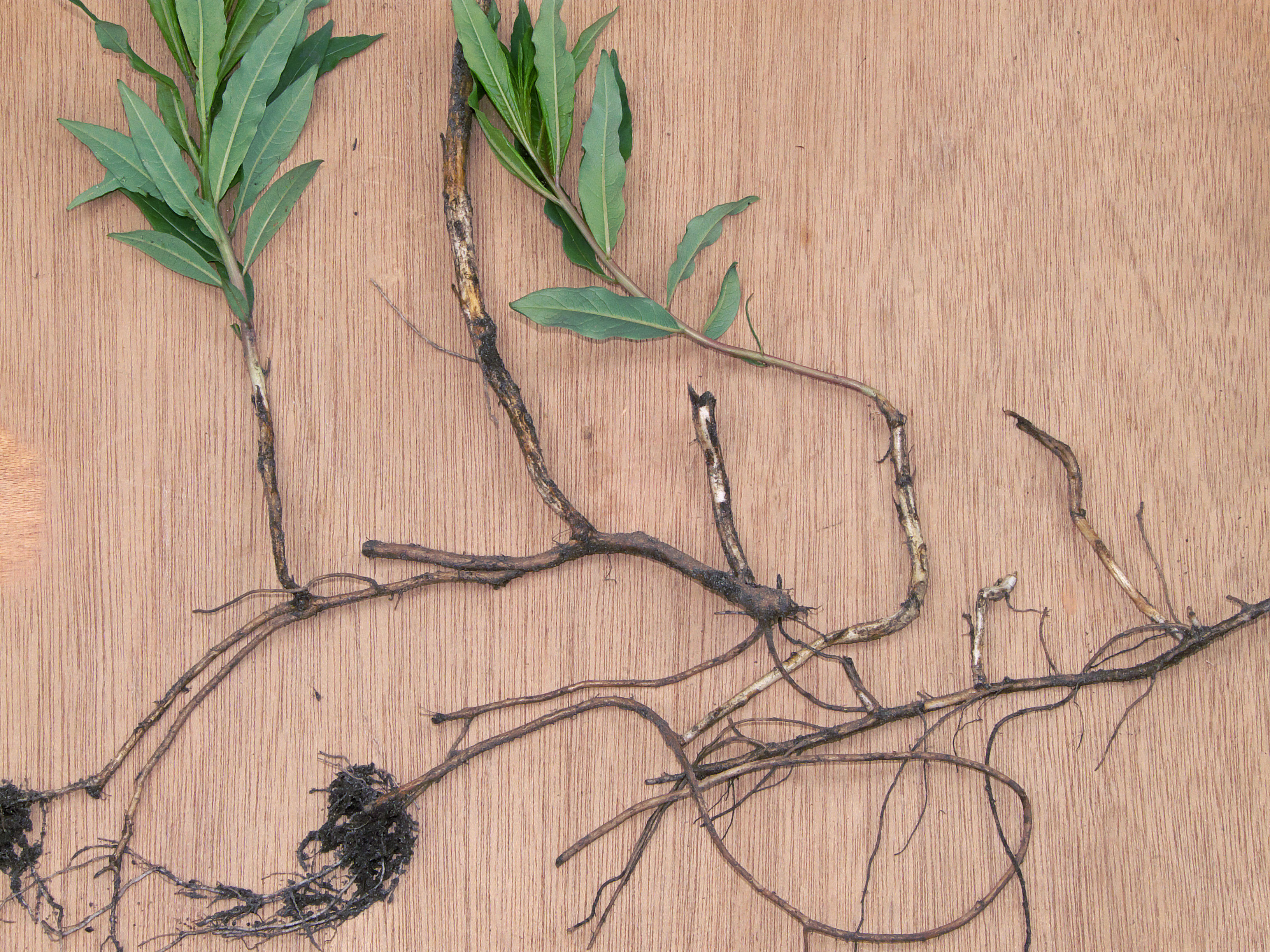
Wortelstokken
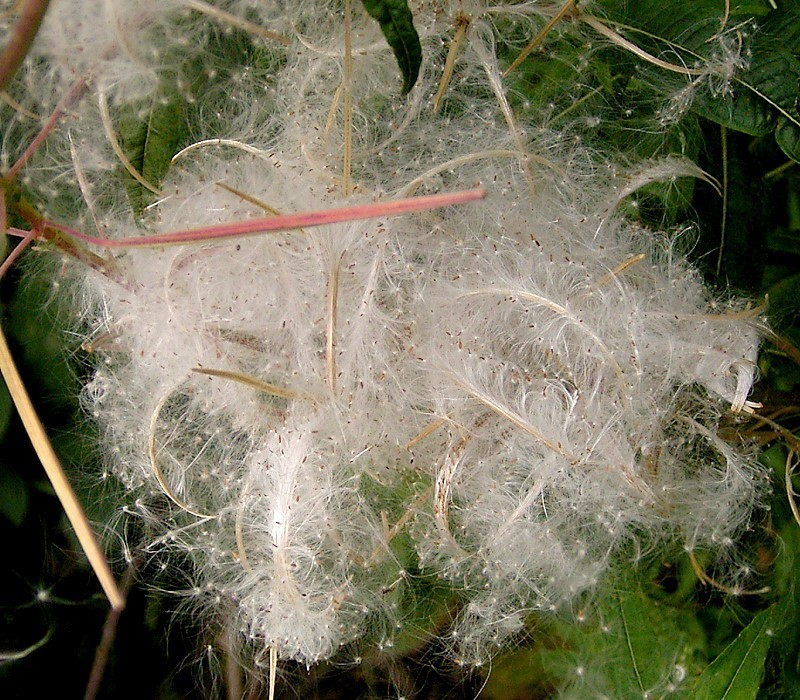
Zaadpluis met zaden
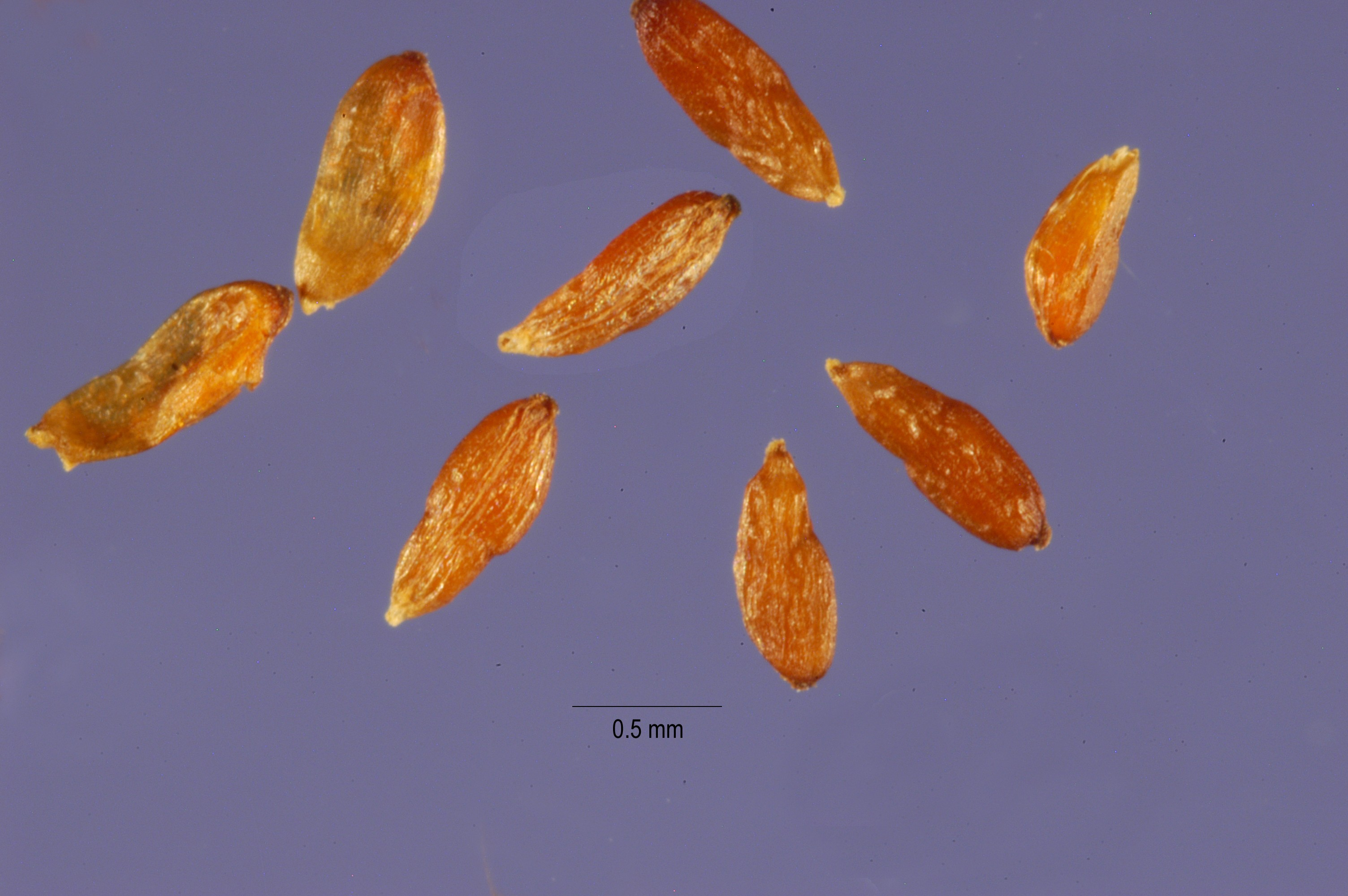
Zaden - maatstreepje = 0,5 mm